# Loup de Champagne
 (avril 2008).
Si vous disposez d'ouvrages ou d'articles de référence ou si vous connaissez des sites web de qualité traitant du thème abordé ici, merci de compléter l'article en donnant les références utiles à sa vérifiabilité et en les liant à la section « Notes et références ».
Loup (Lupus), premier duc de Champagne. Son ascendance reste mal connue ; cependant il a un frère nommé Magnulphe (Magnulf) qui fut évêque de Toulouse en 585. Les principaux renseignements le concernant proviennent des chroniques de Grégoire de Tours (Livres quatrième, sixième et septième). Il est cité pour la première fois dans les textes en 571 où il séjourne à Marseille à la demande du roi d’Austrasie Sigebert Ier.
En 581, deux notables de l’époque, Ursion et Berthefried (Bertefred) assemblent une armée afin d’éliminer le duc de Champagne. Loup, fidèle sujet de la reine Brunehault, veuve de Sigebert, doit son salut uniquement grâce à l’intervention de cette dernière sur le champ de bataille qui déclara : 
« Gardez-vous, ô hommes, gardez-vous de commettre cette mauvaise action. Gardez-vous de persécuter l’innocence ; gardez-vous, à cause d’un seul homme, de livrer un combat qui détruira tout le bien-être du pays. »
Sur quoi rétorqua Ursion :
« Éloigne-toi de nous, ô femme ; qu’il te suffise d’avoir régné du temps de ton mari. C’est maintenant ton fils qui règne ; c’est notre appui et non le tien qui sauvera le royaume. Éloigne-toi donc de nous, de peur que les pieds de nos chevaux ne t’écrasent contre la terre. »
La reine parvint tout de même à raisonner un moment les deux protagonistes mais après le départ de cette dernière, ils allèrent piller la maison de Loup. Craignant pour la vie de sa femme, Loup l’envoya dans les murs de la ville de Laon et lui se réfugia chez le roi de Bourgogne Gontran.
Loup est assassiné par un certain Védastès également surnommé Avon avant l’an 584, laissant derrière lui trois enfants : Jean, Romulf évêque de Reims à partir de 590 et une fille, au nom inconnu, deuxième épouse du duc Godegisel. 